# Chungcheong
Chungcheong (Chungcheong-do) és una de les vuit províncies de Corea durant la Dinastia Chosŏn. Chungcheong es troba al sud-oest de Corea. La capital provincial es troba a Gongju, que havia estat la capital del regne de Baekje del 475 al 538.

## Història
La província de Chungcheong es va formar durant el 1356, durant la Dinastia Goryeo, a partir de la porció sud de l'antiga província de Yanggwang. El seu nom deriva dels noms de les principals ciutats de Chungju (충주; 忠州) i Cheongju (청주; 淸 州).
El 1895, la província va ser reemplaçada pels districtes de Chungju (Chungju-bu; 충주부; 忠 州府) a l'est del país, Gongju (Gongju-bu; 공주부; 公 州府) al centre, i Hongju (Hongju - bu; 홍주부, 洪 州府 avui en dia Hongseong County) a l'oest.
El 1896, Chungju i oriental Gongju districtes es van reorganitzar a la província de Chungcheong del Nord, i Hongju Gongju i l'oest dels districtes es van reorganitzar a la província de Chungcheong Sud. Chungcheong del Sud i del Nord són avui part de Corea del Sud.

## Geografia
Chungcheong limita al nord amb la província de Gyeonggi-do, a l'est amb Gangwon-do i les províncies de Gyeongsang, al sud de la província de Jeolla, i a l'oest amb el Mar Groc. La regió és muntanyosa a l'est del país (la província del Nord) i una mica més baixa i més plana a l'oest (sud de la província).
El nom regional per Chungcheong és Hosea, encara que aquest nom es fa servir menys que l'actual nom administratiu.